# Guimerà
Guimerà là một đô thị trong tỉnh Lleida, cộng đồng tự trị Cataluña Tây Ban Nha. Đô thị Guimerà có diện tích là 25,8 ki-lô-mét vuông, dân số năm 2009 là 330 người với mật độ 12,79 người/km². Đô thị Guimerà có cự ly km so với tỉnh lỵ Lleida.